# Dove sono finiti i sogni di gioventù?
Dove sono finiti i sogni di gioventù? (青春の夢いまいづこ?, Seishun no yume imaizuko) è un film del 1932 diretto da Yasujirō Ozu.
Il film è stato distribuito il 13 ottobre 1932.